# Peugeot 405
El Peugeot 405 es un automóvil del segmento D producido por el fabricante francés Peugeot.
Diseñado por el estudio Pininfarina, se construyó en Europa entre 1987 y 1997, cuando fue sustituido por el Peugeot 406. En sus diez años de vida contó con numerosas versiones según los niveles de equipamiento disponibles sobre 4 bases principales denominadas GL, GR, SR y ST, además de las 2 versiones deportivas, Mi16 y T16, y el modelo familiar "Break".
Las siglas GL ("Grand Large") correspondían al modelo más básico. Le seguían las siglas GR ("Grand Registre") en referencia a la gran cantidad de opciones y extras que podía equipar, y SR ("Signe de Reconnaissance") para el modelo más equipado, junto con una variación de este último, el ST, con acabados interiores en madera y cuero. Junto a estas siglas se añadían otras para indicar la motorización montada en cada caso, incluyendo una "I" si se trataba de un motor de inyección, una "D" para los motores diésel, "Dturbo" o "DT" para los turbo diésel, y "x4" para aquellos con tracción a las 4 ruedas. En caso de no incluir ninguna letra, se entendía que equipaba un motor de carburación.
De esta forma podíamos encontrar por regla general los modelos GL y GLD; GR, GRI, GRx4, GRD y GRDturbo; SR, SRI, SRx4, SRIx4, SRD y SRDturbo; ST, STI, STDT; Mi16, Mi16x4 y T16 (el más alto de la gama), si bien no todas ellas fueron comercializadas en todos los países, pudiendo encontrar variaciones u otro tipo de combinaciones.
Fuera de la nomenclatura general, en algunos mercados o bajo determinadas ofertas también se podían encontrar nombres propios como GTX, Sillage, Signature, Style o Embassy; además de ediciones especiales como el Sport Extra, Break Roland Garros, Mi16 Collection, Silver Line, SRI Suisse, Mi16 Le Mans, Quartz, Furia, Break Hunter, Husky, Vendôme, Diamant, Bolero, Top line o Privilège.
Su producción total en Europa fue de 2.433.734 unidades (2,43 millones), contabilizadas hasta 1999. No obstante, gracias a que su diseño fue licenciado para su fabricación en Asia continúa en producción, y para el año 2012 la cifra global del modelo había conseguido alcanzar 4.626.700 de unidades (4,63 millones).

## Primera fase del 405 (1987-1992)
En marzo de 1987 fue presentado el Peugeot 405, fruto de la colaboración entre la marca de automóviles y el estudio del diseñador Sergio Pininfarina, que ya había creado otros modelos de Peugeot; primero en versión sedán, y en mayo del año siguiente en versión familiar denominada 405 Break. En 1988 fue designado Coche del Año en Europa, imponiéndose al Citroën AX y a la tercera generación del Honda Prelude.
Originalmente, los primeros 405 ofrecidos por Peugeot eran las versiones GL, GR, SR, SRI y Mi16. El GL era el modelo más básico, que montaba con un motor 1.4 de 65 CV y 4 velocidades, que pronto se ofreció también uno 1.6 de mayor potencia, el mismo montado en el GR. El SRI era el primero en montar motor de inyección, un 1.9 de 125 CV.
La versión deportiva de la gama 405 fue el Mi16, que poseía un motor 1.9 similar al del SRI, pero de 16 válvulas e inyección multipunto Bosch, alcanzando los 160 CV, aunque debido a las normativas antipolución de algunos países (como EE. UU. o Japón) se creó una variante que incluía un escape con catalizador, que reducía las emisiones pero bajaba su potencia hasta 145 CV. Estéticamente, el Mi16 se caracterizaba por un aspecto más deportivo, con alerón trasero, paragolpes más voluminosos, taloneras laterales, llantas de aleación (primero de 14 y posteriormente de 15 pulgadas) y asientos y volante deportivos, todo de serie. Además, fue el primero de la gama en incluir un primitivo sistema de frenos ABS.
Un año después, en marzo de 1988, llegaron las motorizaciones diésel, una atmosférica (1.9 de 69 CV) y otra turbo (1.8 de 90 CV), aplicándose a toda la gama con las denominaciones GLD, GRD, GRDturbo y SRDturbo. Además se presentó también como opción la caja de cambios automática.
Ya en 1989, se presentan las versiones de tracción integral a las 4 ruedas, GRx4 y SRx4, a las que se uniría en 1990 la versión deportiva Mi16x4 que incluía diferenciales autoblocantes (Ferguson en el grupo central/delantero y Torsen en trasero). Además, estas versiones equipaban en el eje trasero una suspensión hidroneumática autonivelante, fabricada por Citroën, para asegurarse que se mantenía a la altura correcta del eje en todo momento y proteger el diferencial trasero de posibles golpes.
En mayo de 1991 sale a la luz la primera serie especial: el 405 Roland Garros, una versión Break limitada a 400 unidades con motivo del patrocinio de Peugeot en el conocido evento deportivo. Se vendía solo en color verde oscuro (llamado verde sorrento), con el motor 1.9 de 125 CV, techo solar eléctrico y tapicería de cuero blanco, entre otros extras. El mismo año comienza a venderse en Suiza el Mi16 Collection, y al año siguiente el SRI Suisse, disponibles solo en color gris magnum metalizado y verde sorrento respectivamente, igual a los de serie pero incluyendo todos los extras, como lavafaros, tapicería de cuero y ABS. En España se lanza el GTX, una versión deportiva del SRI, con llantas de aleación de 14 pulgadas, alerón, volante y tapicería deportiva en el interior.
Para celebrar la victoria de Peugeot en las 24 Horas de Le Mans en 1992, Peugeot Suiza comercializó el Mi16 Le Mans, una serie limitada en color blanco solo diferenciable de la versión normal por los logotipos de "Le Mans" y por incluir todos los extras de serie. También en ese año se lanzó en Bélgica la versión Quartz solo disponible en sedán y en tres colores grises.
La serie ST fue la última en aparecer, como una versión mejorada del SR, con motor de inyección o turbo diésel. En su interior podíamos encontrar un salpicadero decorado con madera, que era su principal característica.
A mediados del año 1992 se realiza una renovación del 405. Para acabar con los vehículos ya fabricados se realizan las denominadas series de "fin de carrera" organizados en 2 gamas con denominación Style (baja) y Exclusive (alta). Consistían en series que incluían mayor equipamiento pero con un menor precio. De esta forma se concluyó la primera fase del Peugeot 405.

### Motorizaciones por modelos
Las motorizaciones equipadas por cada modelo fueron las siguientes.
| Modelo          | Año       | Motor        | Características                   |
| GL              | 1987      | TU3 XU5 2C   | 1.4 65 CV 1.6 92CV                |
| GLD             | 1988 1992 | XUD9 XUD9A   | 1.9 D 69 CV 1.9 D 71 CV           |
| GR              | 1987      | XU52C XU92C  | 1.6 92 CV 1.9 110 CV              |
| GR×4            | 1989      | XU92C        | 1.9 110 CV                        |
| GRI             | 1991      | XU9J2        | 1.9 I 125 CV                      |
| GRD             | 1988 1992 | XUD9 XUD9A   | 1.9 D 69 CV 1.9 D 71 CV           |
| GRDturbo        | 1988      | XUD7TE       | 1.7 TD 90 CV                      |
| SR              | 1987      | XU52C XU92C  | 1.6 92 CV 1.9 110 CV              |
| SR×4            | 1989      | XU52C        | 1.9 110 CV                        |
| SRI             | 1987      | XU9J2        | 1.9 I 125 CV                      |
| SRDturbo        | 1988      | XUD7TE       | 1.7 TD 90 CV                      |
| STI             | 1992      | XU9J2        | 1.9 I 125 CV                      |
| STDturbo        | 1992      | XUD7TE       | 1.7 TD 90 CV                      |
| Mi16 Mi16 (CAT) | 1987 1990 | XU9J4 XU9J4Z | 1.9 I 16v 160 CV 1.9 I 16v 145 CV |
| Mi16×4          | 1990      | XU9J4        | 1.9 I 16v 160 CV                  |

## Segunda fase del 405 (1992-1997)
A finales del año 91, se presenta el rediseño del 405, con un interior completamente renovado y con grandes novedades en las motorizaciones, que comenzaría a venderse tras el verano de 1992.
Exteriormente, en la versión sedán se aprecia un nuevo sector trasero, con la tapa del maletero que abre a la altura del paragolpes para mayor comodidad y pilotos más pequeños y oscuros. En el interior encontrábamos un salpicadero totalmente nuevo, más redondeado. Gran parte de ese trabajo lo realizó el diseñador Paul Bracq, el mismo que diseñó los interiores de los Peugeot 505 y 205.
El mayor cambio en la gama lo encontramos en la versión ST, que se asemejaba al Mi16, al emplear los mismos paragolpes y molduras, el alerón, el volante de cuero, e incluyendo otros extras como faros y asientos de cuero, ambos regulables eléctricamente, además de continuar con las decoraciones en madera.
En lo que corresponde a motorizaciones, gran parte de la gama incorpora inyección electrónica y catalizador para poder cumplir la nueva regulación antipolución Euro de 1993, aumentando la cilindrada de los motores 1.9 a 2.0 para compensar la pérdida de potencia. También se incorpora un motor 1.8 que gracias a la inyección Magneti Marelli, que lograba 103 CV a pesar del catalizador. El motor 1.6 también recibe la inyección electrónica y catalizador, con 89 CV de potencia máxima, y el TU3 1.4 quedó como única alternativa a carburador, pasando de 65 a 75 CV. 
En la gama diésel, encontramos que el XUD9 continua ofreciéndose entre los diésel atmosféricos para la gama GL y GR. Como gran novedad se presenta el motor turbo diésel 1.9 con 92 CV reemplazando al 1.7 anterior, ofreciéndose en  la gama GR, SR y ST. Además, la nomenclatura para este último se abrevia, cambiando de "Dturbo" a simplemente DT.  
En las versiones deportivas encontramos que el Mi16 recibe la motorización XU10J4, un 2.0 16v de 155 CV, y como estrella de la gama sustituyendo al Mi16x4, en 1993 se presenta el 405 T16, también con tracción integral y suspensión trasera hidroneumática, que se convirtió en la versión más codiciada, al unir la deportividad del Mi16 y el lujo de la gama ST, junto a un motor de muy altas prestaciones.
Comercializado para cumplir las reglas de homologación de la FIA para la versión de competición, el T16 llevaba bajo el capó el mismo motor de 2.0 del Mi16 pero turboalimentado (XU10J4TE) alcanzando la cifra de 200 CV de potencia. Además, con gracias al sistema "Overboost", al acelerar a fondo la centralita electrónica forzaba la presión del turbo de 1.1 a 1.3 bares, consiguiendo así 220 CV durante un máximo de 45 segundos, aunque para ello había que cumplir algunos requisitos (circular en una marcha superior 1º y que la temperatura del motor fuera superior a 80 °C). Otras características eran los frenos ABS, las llantas de aleación de 16' y asientos de cuero alcántara.
En 1993 una nueva serie especial belga salió a la calle, el 405 Furia, una reedición de la serie especial del año anterior Quartz. Y una nueva victoria en las 24 Horas de Le Mans dio lugar a la serie 405 Le Mans, limitada a 150 unidades en Suiza, un Mi16 con todos los extras, disponible solo en rojo Lucifer metalizado, con el logotipo en distintas partes de la carrocería y asientos tapizados en cuero.
1994 fue un año en el que se fabricaron tres series especiales. El 405 Exclusive estaba solo disponible con las motorizaciones más altas y disponible en cualquier color metalizado. Haciendo referencia a la célebre plaza parisina y a sus joyeros, el 405 Vendôme era la versión de lujo, encargada de hacer tener paciencia una clientela exigente antes del lanzamiento del 406, con tapicería de terciopelo, decoración interior de imitación de madera de nogal, airbag de conductor y por primera vez tercera luz de freno. El 405 Husky fue la última serie limitada, una versión sedán en color azul metalizado. Por último, en 1995 se volvió a poner a la venta en Suiza el SRI Suisse, con la estética de un Mi16.
En el año 1995 la fabricación empezó a decaer, con la desaparición de la gama ST, Mi16 y el todavía nuevo T16, del que solo se llegaron a fabricar poco más de 1000 unidades. Las versiones GL, GR y SR son sustituidas por versiones de "fin de carrera" denominadas Style, Sillage y Signature en Francia, o directamente con el nombre genérico Embassy en otros países.
Ya en 1996 cesa la producción del 405 sedán en Francia, siendo reemplazado por el novedoso Peugeot 406, y finalmente en 1997 cesa también la de la versión familiar Break, poniendo fin a 10 años de fabricación del 405.

### Motorizaciones por modelos
Las motorizaciones equipadas por cada modelo fueron las siguientes.
| Motores Fase1            | Motores Fase 2            |
| TU3 (1.4 65 CV)          | TU3A (1.4 75 CV)          |
| XU52C (1.6 92 CV)        | XU5M (1.6 89 CV)          |
| XU92C (1.9 110 CV)       | XU7JP (1.8 103 CV)        |
| XU9J2 (1.9 I 125 CV)     | XU10J2 (2.0 I 123 CV)     |
| XU9J4 (1.9 I 16v 160 CV) | XU10J4 (2.0 I 16v 155 CV) |
| XUD7TE (1.7 TD 90 CV)    | XUD9TE (1.9 TD 92cv)      |

| Modelo    | Año  | Motor        | Características           |
| GL        | 1992 | TU3A XU5M    | 1.4 75 CV 1.6 I 89 CV     |
| GLD       | 1992 | XUD9A        | 1.9 D 71 CV               |
| GR        | 1992 | XU5M         | 1.6 I 89 CV               |
| GRI       | 1992 | XU7JP XU10J2 | 1.8 I 103 CV 2.0 I 123 CV |
| GRD       | 1992 | XUD9A        | 1.9 D 71 CV               |
| GRDT      | 1992 | XUD9TE       | 1.9 D 92 CV               |
| SRI STI   | 1992 | XU10J2       | 2.0 I 123 CV              |
| SRDT STDT | 1992 | XUD9TE       | 1.9 D 92 CV               |
| Mi16      | 1992 | XU10J4       | 2.0 I 16v 155 CV          |
| T16       | 1993 | XU10J4TE     | 2.0 T 16v 200 CV          |

## El 405 fuera de Europa

### Chile
La producción en Chile corrió a cargo del Grupo Automotores Franco Chilena, una empresa conjunta entre Peugeot y Renault que fabricaba vehículos de ambas marcas en una planta situada en la ciudad de Los Andes.
La producción se inició en 1988, fabricando vehículos para el mercado nacional y para su exportación a México, Ecuador, Venezuela y Colombia. Tras la salida de Renault en 1991 Peugeot se hizo cargo de la empresa, adaptando la producción del modelo al Fase II en el año 1992, fabricándose hasta el año 2001.

### Argentina
En 1991, Argentina abrió sus mercados automotor a la importación de modelos fuera del Mercosur. SEVEL (en aquel momento, representante y licenciatario de la marca en el país) comercializó el 405 que importaba desde Francia con las versiones SR, SRi y Mi16.
En 1992 se empezó a producir en el país la versión SR, en la fábrica de El Palomar, que en 1993 fue adaptada ya al estilo de los Fase 2, añadiendo también la gama GR, en ambos casos con motores de inyección en sustitución de los de carburación.
En 1994 se amplió la producción a la gama GL, que en el mismo año también incorporaría la motorización diésel. En 1996 comenzaron las importaciones del Peugeot 406 desde Francia, por lo que se adoptaron para el 405 las series de "fin de carrera" (Style, Sillage, Signature y Embassy) pero en este caso con menor equipamiento para reducir el precio y posicionarlo por debajo del 406. El Embassy era el tope de gama de estos últimos 405 hasta el año 2003, que llegó el fin de su producción. 
Cabe destacar que el "Style" fue muy usado en su momento como taxi por su precio bajo frente a la competencia, con motorizaciones de gasolina (1.8) y diésel (1.9D), siendo competidor por precio del Renault 19 en su versión RE (básica de final de producción).

### Estados Unidos
Los ejemplares vendidos en EE. UU. eran importados desde Francia, siendo iguales a los vendidos en Europa, con la excepción de los paragolpes. Para adaptarlos a la normativa se necesitaban unos más voluminosos con mayor absorción de impacto y con luces de posición laterales. También incorporaban equipamiento especialmente diseñado, como cinturones automáticos, control de crucero o pulsador de claxon en el volante. Todo esto, unido al catalizador requerido por la normativa local hacía que estas versiones fueran unos 140 kilos más pesadas.
Desde septiembre de 1988 hasta finales de 1991 se exportaron tres modelos con diferentes acabados:
"DL": como acabado de base, con un coste alrededor de 14.000$. Estaba equipado con el motor 1.9I del SRI pero que desarrollaba 100 cv debido al catalizador. Montaba una caja de cambios manual.
"S": mismo motor que el "DL" pero con llantas de aleación, radiocasete con 6 altavoces, y tapicería de cuero, con un coste de cerca de 17.000$, y posibilidad de transmisión automática.
"Mi16": mismo motor que el Mi16 europeo pero con catalizador, por lo que la potencia se reducía a 145 CV, y un equipamiento muy completo, con un coste alrededor de 20.000$, con caja de cambios manual.

### Irán
Iran Khodro, conocida como IKCO, es una empresa automovilística iraní, que posee diversas licencias para fabricar vehículos de Peugeot, Renault y Suzuki, y que son exportados a numerosos países de Asia y África.
La producción del 405 por dicha empresa comenzó adaptando la carrocería e interiores sobre el chasis del IKCO Paykan, un modelo propio de tracción trasera basado en el Hillman Hunter de 1967, que fabricaba bajo licencia del Grupo Rootes. El vehículo resultante fue puesto a la venta con el nombre de Peugeot ROA.
Años más tarde, en el 2001, inició la fabricación de un nuevo modelo basado en el 405 Fase II, denominado Peugeot Pars, como un vehículo de gama más alta que el "RD". Además de incorporar equipamiento modernizado, como climatización, airbags o radioCD, el aspecto exterior y el salpicadero fueron rediseñados inspirándose en el Peugeot 406. Este nuevo aspecto hace considerar a este modelo como una tercera fase de producción del 405.
En el año 2006, tras adquirir maquinaria procedente de la fábrica del Grupo Rootes, que había fabricado la versión inglesa del 405, IKCO reinició la producción del Fase I, dando lugar a un modelo denominado Peugeot RD, y que sustituyó al modelo "ROA". Esta versión fue fabricada hasta el año 2011.
Desde el año 2015 IKCO comercializa un vehículo tipo Pickup llamado Arisun, basado en el 405.
En febrero de 2019, un nuevo acuerdo amplió la producción del Pars a Azerbaiyán, donde se empezó a comercializar con el nombre de Peugeot Khazar 406.
El Peugeot Pars y sus variantes siguen actualmente en producción, en las plantas de IKCO, convirtiendo al 405 en el modelo más longevo de Peugeot.

### Otros países
El Peugeot 405 también fue fabricado en otros países gracias a la cesión de licencias.
En África la empresa AAV lo fabricó en El Cairo, Egipto desde 1992 hasta 2015; y Quest Motor Group lo fabricó en Harare, Zimbabue, hasta el año 2002.
En Asia fue fabricado por Yontrakit Group en Bangkok, Tailandia (1987-1997); por Yu-Tien en Changhua, Taiwán (1989-1995); y por Gaya Motor en Yakarta, Indonesia (1989-1997).

## Características técnicas de las motorizaciones
A continuación se detallan los datos técnicos concretos de cada una de las motorizaciones incluidas en el 405.

### Motorizaciones Fase I
| Periodo                        | 1987-1989             | 1989-1992             | 1987-1992                          | 1987-1991                                         | 1991-1992                                         | 1987-1991             | 1991-1992             | 1987-1992              |
| Identificación del motor       | TU3 A                 | TU3 A/K               | XU5 2C                             | XU9 2C                                            | XU9 2C                                            | XU9 J2                | XU9 J2                | XU9 J4                 |
| Tipo de motor                  | L4 8v, carburación    | L4 8v, carburación    | L4 8v, carburación de doble cuerpo | L4 8v, carburación de doble cuerpo                | L4 8v, carburación de doble cuerpo                | L4 8v                 | L4 8v                 | L4 16v                 |
| Diámetro x carrera             | 75.0 mm × 77.0 mm     | 75.0 mm × 77.0 mm     | 83.0 mm × 73.0 mm                  | 83.0 mm × 88.0 mm                                 | 83.0 mm × 88.0 mm                                 | 83.0 mm × 88.0 mm     | 83.0 mm × 88.0 mm     | 83.0 mm × 88.0 mm      |
| Cilindrada                     | 1360 cm³              | 1360 cm³              | 1580 cm³                           | 1905 cm³                                          | 1905 cm³                                          | 1905 cm³              | 1905 cm³              | 1905 cm³               |
| Relación de compresión         | 9.3: 1                | 9.3: 1                | 9.4: 1                             | 9.3: 1                                            | 9.3: 1                                            | 9.4: 1                | 9.4: 1                | 10.4: 1                |
| Potencia máxima: CV (kW) @ rpm | 65 CV (48 kW) @ 5400  | 70 CV (51 kW) @ 5700  | 92 CV (67 kW) @ 6250               | 110 CV (80 kW) @ 6000                             | 107 CV (78 kW) @ 6000                             | 125 CV (92 kW) @ 5500 | 123 CV (90 kW) @ 5500 | 160 CV (116 kW) @ 6500 |
| Par máximo: Nm @ rpm           | 112 Nm @ 3000         | 111 Nm @ 3400         | 129 Nm @ 3250                      | 157 Nm @ 3000                                     | 163 Nm @ 3500                                     | 172 Nm @ 4500         | 169 Nm @ 2750         | 177 Nm @ 5000          |
| Tracción                       | Delantera             | Delantera             | Delantera                          | Delantera / Total                                 | Delantera / Total                                 | Delantera             | Delantera             | Delantera / Total      |
| Transmisión                    | Manual, 4 velocidades | Manual, 4 velocidades | Manual, 5 velocidades              | Manual, 5 velocidades / Automática, 4 velocidades | Manual, 5 velocidades / Automática, 4 velocidades | Manual, 5 velocidades | Manual, 5 velocidades | Manual, 5 velocidades  |
| Peso                           | 970 kg                | 970 kg                | 1020 kg                            | 1020 kg                                           | 1020 kg                                           | 1040 kg               | 1040 kg               | 1110 kg                |
| Aceleración 0–100 km/h         | 16.5 s                | 13.5 s                | 11.6 s                             | 10.4 s                                            | 10.4 s                                            | 10.2 s                | 10.2 s                | 8.6 s                  |
| Velocidad máxima               | 160 km/h              | 167 km/h              | 177 km/h                           | 190 km/h                                          | 190 km/h                                          | 196 km/h              | 196 km/h              | 220 km/h               |
| Consumo combinado (L/100 km)   | 7.4                   | 7.2                   | 7.8                                | 8.1                                               | 8.1                                               | 8.6                   | 8.6                   | 9.2                    |

| Periodo                        | 1988-1991                 | 1991-1992                 | 1988-1992             |
| Identificación del motor       | XUD7 TE/K                 | XUD7 TE/Y                 | XUD9 B                |
| Tipo de motor                  | L4 8v, turbo, intercooler | L4 8v, turbo, intercooler | L4 8v                 |
| Diámetro x carrera             | 80.0 mm × 88.0 mm         | 80.0 mm × 88.0 mm         | 83.0 mm × 88.0 mm     |
| Cilindrada                     | 1769 cm³                  | 1769 cm³                  | 1905 cm³              |
| Relación de compresión         | 22.0: 1                   | 22.0: 1                   | 23.5: 1               |
| Potencia máxima: CV (kW) @ rpm | 92 CV (68 kW) @ 4300      | 90 CV (66 kW) @ 4300      | 71 CV (52 kW) @ 4600  |
| Par máximo: Nm @ rpm           | 181 Nm @ 2100             | 180 Nm @ 2000             | 123 Nm @ 2000         |
| Tracción                       | Delantera                 | Delantera                 | Delantera             |
| Transmisión                    | Manual, 5 velocidades     | Manual, 5 velocidades     | Manual, 5 velocidades |
| Peso                           | 1080 kg                   | 1140 kg                   | 1080 kg               |
| Aceleración 0–100 km/h         | 12.2 s                    | 12.2 s                    | 18.0 s                |
| Velocidad máxima               | 180 km/h                  | 180 km/h                  | 165 km/h              |
| Consumo combinado (L/100 km)   | 6.5                       | 6.5                       | 6.4                   |

### Motorizaciones Fase II
| Periodo                        | 1992-1994                               | 1992-1996                                         | 1992-1996                                         | 1992-1996             | 1992-1995              | 1993-1995                               |
| Identificación del motor       | TU3 M/Z                                 | XU5 M3/Z                                          | XU7 JP                                            | XU10 J2C              | XU10 J4 D/Z            | XU10 J4 TE                              |
| Tipo de motor                  | L4 8v, inyección monopunto, catalizador | L4 8v, inyección monopunto, catalizador           | L4 8v, catalizador                                | L4 8v, catalizador    | L4 16v, catalizador    | L4 16v, turbo, intercooler, catalizador |
| Diámetro x carrera             | 75.0 mm × 77.0 mm                       | 83.0 mm × 73.0 mm                                 | 83.0 mm × 81.4 mm                                 | 86.0 mm × 86.0 mm     | 86.0 mm × 86.0 mm      | 86.0 mm × 86.0 mm                       |
| Cilindrada                     | 1360 cm³                                | 1580 cm³                                          | 1761 cm³                                          | 1998 cm³              | 1998 cm³               | 1998 cm³                                |
| Relación de compresión         | 9.3: 1                                  | 8.9: 1                                            | 9.25: 1                                           | 9.5: 1                | 10.4: 1                | 8.0: 1                                  |
| Potencia máxima: CV (kW) @ rpm | 75 CV (55 kW) @ 5500                    | 88 CV (65 kW) @ 6400                              | 101 CV (74 kW) @ 6000                             | 121 CV (74 kW) @ 5750 | 152 CV (112 kW) @ 6500 | 200 CV (147 kW) @ 5000                  |
| Par máximo: Nm @ rpm           | 111 Nm @ 3400                           | 128 Nm @ 3000                                     | 153 Nm @ 3000                                     | 180 Nm @ 2750         | 183 Nm @ 3500          | 288 Nm @ 2600                           |
| Tracción                       | Delantera                               | Delantera                                         | Delantera                                         | Delantera / Total     | Delantera              | Total                                   |
| Transmisión                    | Manual, 5 velocidades                   | Manual, 5 velocidades / Automática, 4 velocidades | Manual, 5 velocidades / Automática, 4 velocidades | Manual, 5 velocidades | Manual, 5 velocidades  | Manual, 5 velocidades                   |
| Peso                           | 1030 kg                                 | 1065 kg                                           | 1100 kg                                           | 1125 kg               | 1120 kg                | 1340 kg                                 |
| Aceleración 0–100 km/h         | 15.1 s                                  | 14.3 s                                            | 11.9 s                                            | 11.3 s                | 9.5 s                  | 7.1 s                                   |
| Velocidad máxima               | 169 km/h                                | 175 km/h                                          | 185 km/h                                          | 197 km/h              | 217 km/h               | 235 km/h                                |
| Consumo combinado (L/100 km)   | 7.5                                     | 8.5                                               | 8.0                                               | 8.5                   | 10.7                   | 11.2                                    |

| Periodo                        | 1992-1997             | 1992-1997                              |                       |
| Identificación del motor       | XUD9 Z                | XUD9 TE/Y                              |                       |
| Tipo de motor                  | L4 8v, catalizador    | L4 8v, turbo, intercooler, catalizador |                       |
| Diámetro x carrera             | 83.0 mm × 88.0 mm     | 83.0 mm × 88.0 mm                      |                       |
| Cilindrada                     | 1905 cm³              | 1905 cm³                               |                       |
| Relación de compresión         | 23.5: 1               | 21.8: 1                                |                       |
| Potencia máxima: CV (kW) @ rpm | 69 CV (50 kW) @ 4600  | 92 CV (68 kW) @ 4000                   |                       |
| Par máximo: Nm @ rpm           | 120 Nm @ 2000         | 196 Nm @ 2250                          |                       |
| Tracción                       | Delantera             | Delantera                              | Delantera             |
| Transmisión                    | Manual, 5 velocidades | Manual, 5 velocidades                  | Manual, 5 velocidades |
| Peso                           | 1125 kg               | 1150 kg                                |                       |
| Aceleración 0–100 km/h         | 18.1 s                | 12.7 s                                 |                       |
| Velocidad máxima               | 168 km/h              | 181 km/h                               |                       |
| Consumo combinado (L/100 km)   | 6.5                   | 7.5                                    |                       |

## Competición: 405 Turbo 16

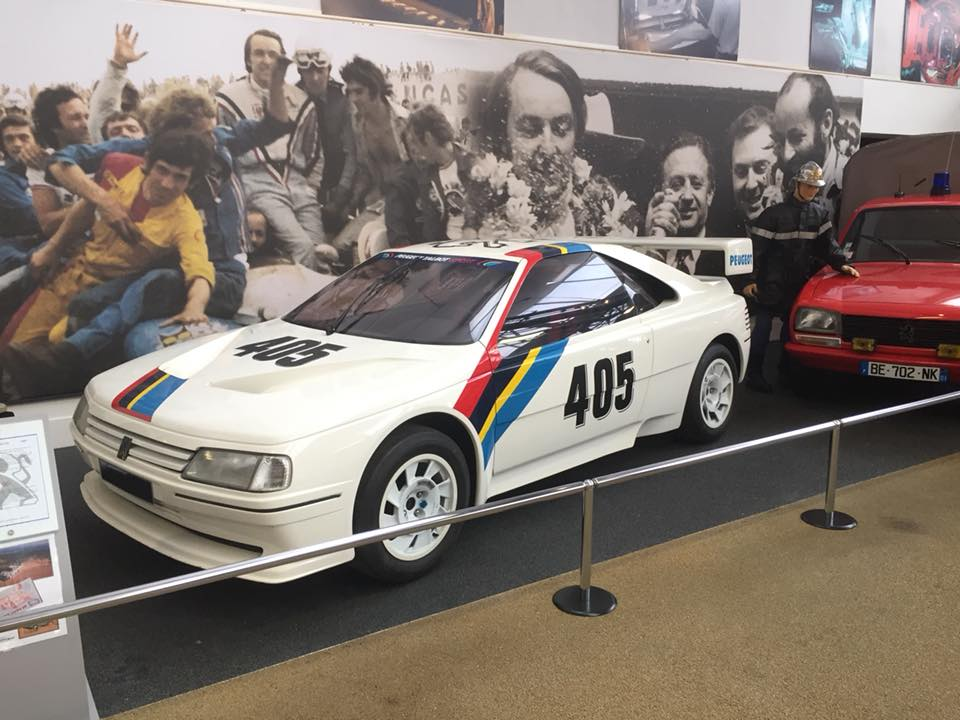
Peugeot 405 Turbo 16 Grupo S

En la década de los 80 el equipo Peugeot Talbot Sport dominaba en el antiguo Grupo B del Campeonato Mundial de Rally gracias al Peugeot 205 Turbo 16, que tras debutar con victorias en 1984 se alzó con el campeonato en las temporadas 1985 y 1986.
Ya desde hacía algunos años la FISA venía trabajando en una nueva categoría que sustituyera al Grupo B, basada en prototipos homologables con solo 10 unidades (al contrario de las 200 necesarias anteriormente), denominada Grupo S, y que entraría en vigor a partir de la temporada 1988. Las normativa contemplaba vehículos con mayor distancia entre ejes, y los equipos empezaron a trabajar con nuevos diseños de mayor tamaño. Ante la imposibilidad de estirar la reducida distancia entre ejes del 205 debido a su diseño, el equipo Peugeot decidió trabajar sobre la base del 405, que ya estaba en preproducción, lo que les permitía trabajar con un mayor tamaño, además de ser un buen reclamo promocional de cara a las ventas del nuevo modelo.
Lejos de simplemente adaptar el 205 T16 a las formas del 405, se hizo un rediseño completo. El chasis pasó a ser más largo y completamente tubular, el motor aumentó de cilindrada hasta los 1905 cc, con distribución variable y turbo de geometría variable, y para la transmisión barajaron opciones con embragues automáticos secuenciales, con diferencial central ajustable. Todo bajo un nuevo diseño de línea Cupé mucho más aerodinámico que su predecesor, dando lugar al Peugeot 405 Turbo 16.
Sin embargo, tras varios accidentes mortales durante la temporada del año 86, unido a la ya fuerte polémica sobre la peligrosidad de la categoría, el Grupo B fue cancelado, adelantando la entrada en vigor del Grupo S al año 1987 pero con limitación de potencia a 300 CV. Esta situación dejaba huérfano al 205 T16, y restringía el diseño del nuevo 405 T16. No obstante, el desarrollo continuó adelante mientras los equipos presentaban alegaciones a las nuevas restricciones, que fueron infructuosas, ya que finalmente el Grupo S sería también cancelado en favor de un nuevo Grupo A mucho más seguro.
Ante esta situación el equipo decidió abandonar el campeonato de cara a la temporada 1987, redirigiendo sus recursos hacia el Rally Dakar y la carrera de escalada Pikes Peak International Hill Climb, adaptando el 205 T16 para ambas competiciones. Tras un trabajo impecable del piloto Ari Vatanen obtuvo el triunfo en el Dakar, sin embargo, no pudo ser así en el Pikes Peak, al perder frente al Audi Quattro. El entonces director del equipo, el francés Jean Todt, sostenía que esta victoria se debía a la mayor distancia entre ejes del Audi, por lo que se decidió rescatar el diseño del 405 T16 para el año siguiente. Además, su mayor tamaño permitiría aumentar los depósitos de combustible y ganar autonomía de cara al Dakar.
De esta forma para el Dakar de 1988 el equipo presentó el Peugeot 405 T16 Grand Raid, de nuevo con Ari Vatanen a los mandos, junto al 205 del año anterior que también competiría. Una vez más la ventaja frente a los competidores fue patente, sin embargo, a falta de 5 etapas el 405 T16 fue robado del parque cerrado durante la noche, y aunque apareció horas después fue imposible que tomara la salida a tiempo, privando a Vatanen de su segunda victoria, que al menos se quedaría en el equipo Peugeot al ganar el 205 T16.
De vuelta en el Pikes Peak, el nuevo coche marcó la diferencia esperada, y Vatanen pudo alzarse con la victoria, estableciendo un récord que permanecería imbatible varios años. Durante la carrera se instalaron varias cámaras tanto en el coche como en el circuito, que se emplearían para producir el cortometraje Climb Dance, mostrando el ascenso de Vatanen por la peligrosa pista de montaña, y que ganaría varios premios en festivales de cine.
Para el año 1989 el equipo Peugeot y el 405 T16 volvieron a revalidar ambos títulos, con Bobby Unser en el Pikes Peak, y esta vez sí con Vatanen en el Dakar, que repetiría de nuevo en 1990, en la que sería la última participación de Peugeot en el raid hasta el año 2015. Vatanen aun conseguiría otra victoria más en el 91, ya que el 405 T16 fue rediseñado bajo la apariencia del Citroën ZX, para seguir compitiendo en el equipo Citroën Sport.

### Palmarés Peugeot 405 Turbo 16 Grand Raid
- 1988 - 4 etapas del Rally París-Dakar, Rally de Túnez, Rally del Atlas, Rally de los Faraones
- 1989 - Rally París-Dakar, Rally de los Faraones
- 1990 - Rally París-Dakar

### Palmarés Peugeot 405 Turbo 16 Pikes Peak
- 1988 - Victoria
- 1989 - Victoria

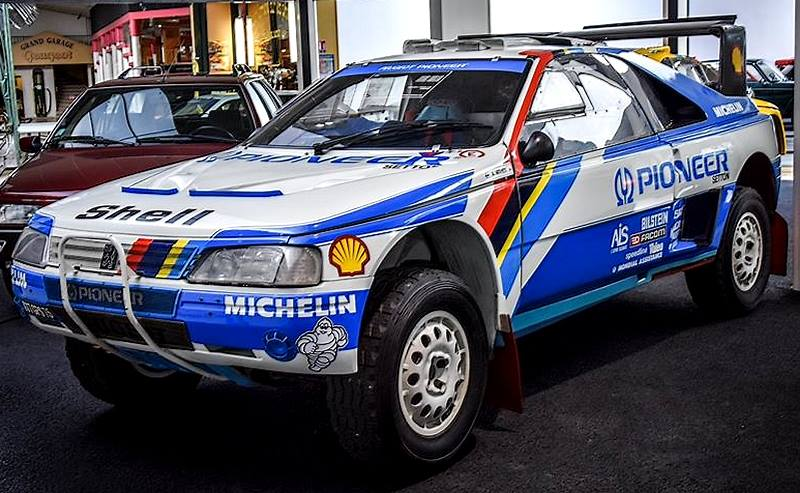
Peugeot 405 T16 GR (1989)
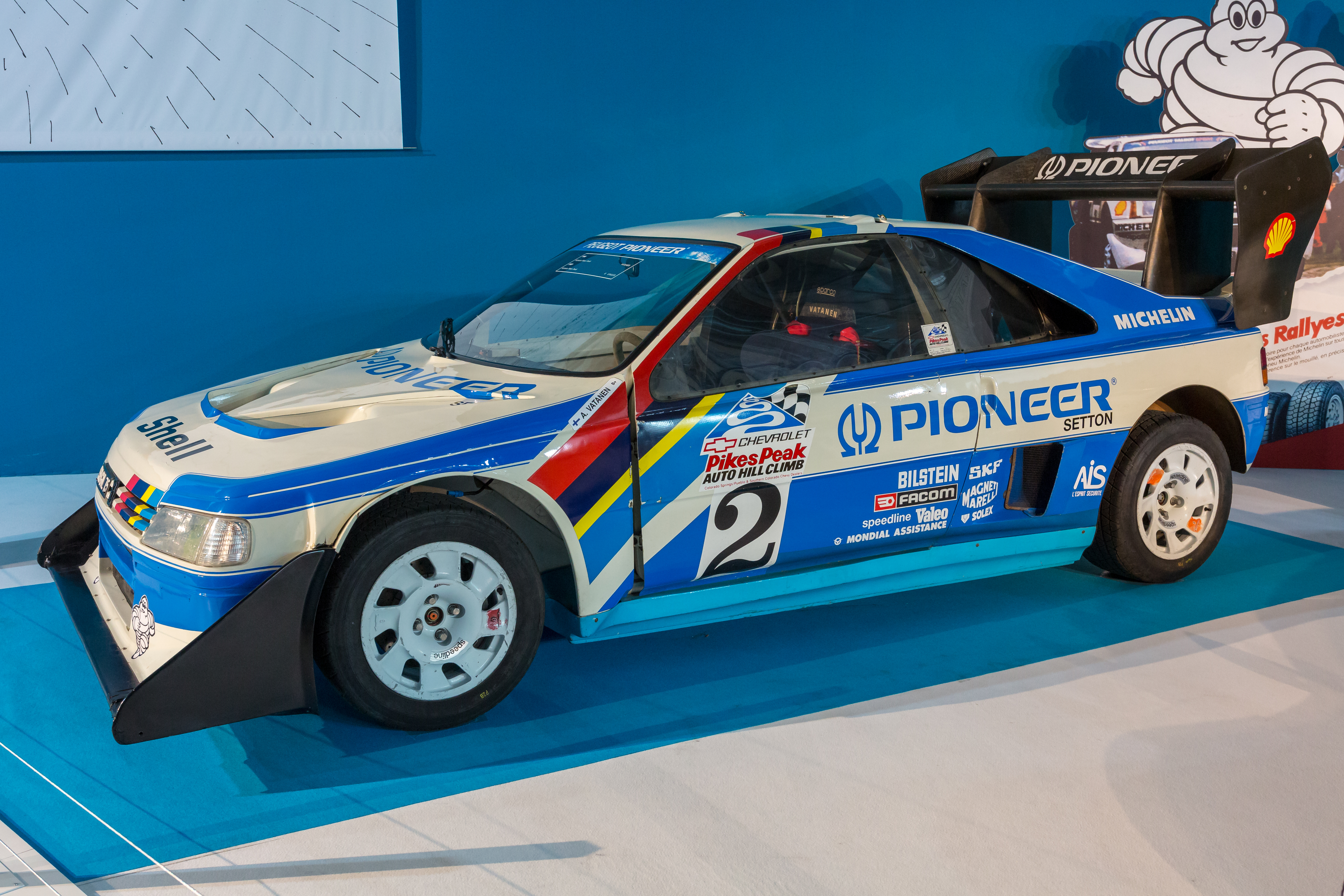
Peugeot 405 T16 Pikes Peak (1988)
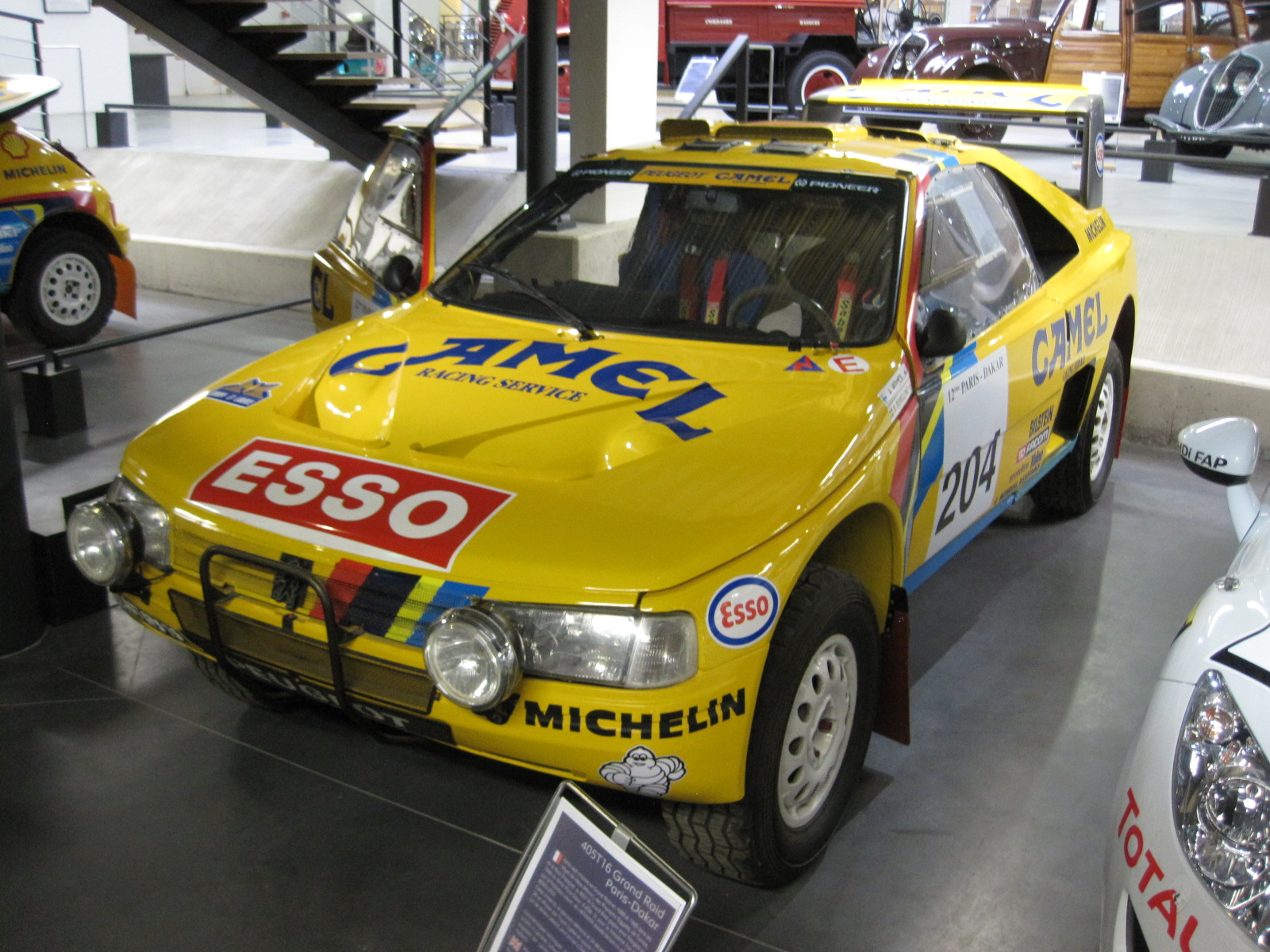
Peugeot 405 T16 GR (1990)

## Cronología de la Serie 400
| Serie 400 | - 401 (1934) - 402 (1935) - 403 (1955) - 404 (1960) - 405 (1987) - 406 (1995) - 407 (2004) - 408 (2010) (excluyendo Europa) |